# Mangora zepol
Mangora zepol es una especie de Arachnida del género Mangora, de la familia Araneidae, del orden Araneae.

## Distribución
Mangora zepol se distribuye por Colombia.

## Taxonomía
Fue descrita científicamente por Herbert Walter Levi en 2007. Fue publicada por primera vez en The orb weaver genus Mangora in South America (Araneae, Araneidae). Bulletin of the Museum of Comparative Zoology, número 159, entre las páginas 1 y 144.